# Nomia
Nomia es un género cosmopolita de abejas de la familia Halictidae. Muchas especies tienen bandas opalescentes en el metasoma. Las especies de este género son de tamaño moderado, anidan en el suelo. La mayoría son solitarias, si bien algunas especies tienen nidos comunitarios, pero sin reinas ni castas obreras.